# Liverpool Okahandja
El Liverpool Okahandja es un equipo de Namibia que juega en la Primera División de Namibia, segunda categoría de fútbol en el país.

## Historia
Fue fundado en año 1963 en la ciudad de Okahandja y el nombre es por el Liverpool FC de Inglaterra, aunque de ellos no tomaron sus colores.
Luego de la independencia de Namibia, el club logra jugar por primera vez en la Premier League de Namibia, la cual ganaron por primera vez en la temporada 2001/02, y también ganaron la NFA Cup en 1992.
A nivel internacional han participado en un torneo continental, en la Recopa Africana 1993, donde fueron eliminados en la primera ronda por el DC Motema Pembe de Zaire.

## Palmarés
- Premier League de Namibia: 1

2001/02
- NFA Cup: 1

1992

## Participación en competiciones de la CAF
| Temporada | Torneo          | Ronda      | Club            | Casa | Visita | Global |
| --------- | --------------- | ---------- | --------------- | ---- | ------ | ------ |
| 1993      | Recopa Africana | Preliminar | TAFIC           | 1-1  | 1-0    | 2-1    |
| 1993      | Recopa Africana | 1          | DC Motema Pembe | w.o. | 1-6    | 1-6    |

## Jugadores

### Jugadores destacados
- Petrus Haraseb
- Bimbo Tjihero
- Ruben Van Wyk
- Simon Uutoni
- Johannes Hindjou